# Dialeurodes davidi
Dialeurodes davidi là một loài côn trùng cánh nửa trong họ Aleyrodidae, phân họ Aleyrodinae.
Dialeurodes davidi được Mound & Halsey miêu tả khoa học đầu tiên năm 1978.